# Wapen van Hoogwoud

Wapen van Hoogwoud

Het wapen van Hoogwoud is het wapen van de voormalige Noord-Hollandse gemeente Hoogwoud. De gemeente kreeg het wapen op 26 juni 1816 toegewezen en het bleef tot 1 januari 1979 in gebruik, op die datum ging de gemeente Hoogwoud op in de gemeentes Niedorp, Noorder-Koggenland en Opmeer. Het wapen vertoont gelijkenissen met het tweede stadszegel dat Hoogwoud voerde.

## Geschiedenis
Hoewel Hoogwoud in 1414 stadsrechten kreeg, stamt het wapen uit 1450, het jaar dat de stadsrechten bekrachtigd werden. Op het zegel staat een boom, en erboven staat een pelikaan afgebeeld. Het zegel is vermoedelijk tot de Bataafse Republiek in gebruik gebleven. Bij de aanvraag van het gemeentelijk wapen werd de pelikaan door de Hoge Raad van Adel om onduidelijke redenen veranderd in een schild houdende adelaar. Omdat de kleuren van het oude wapen niet bekend zijn, werden de rijkskleuren toegepast bij de toekenning.

## Blazoenering
Het wapen werd op 26 juni 1816 met de volgende beschrijving aan de gemeente Hoogwoud verleend:
Van lazuur beladen met een boom van goud; van achteren vastgehouden door een arend.
Het schild is geheel van blauw met daarop een gouden boom; deze kleurstelling is in de zogenaamde rijkskleuren. Het wapen is tevens een van de Westfriese boomwapens. De boom is vol in blad en staat in een losstaande grond. De grond komt dus niet uit de schildvoet. De adelaar is van natuurlijke kleur en kijkt naar rechts (voor de kijker links).

## Vergelijkbare wapens
De volgende wapens hebben net als Hoogwoud een (dorre) boom als element:

Wapen van Blokker
Wapen van Bovenkarspel
Wapen van Grootebroek
Het wapen van Hauwert, een dorpswapen
Wapen van Midwoud
Wapen van Noorder-Koggenland
Wapen van Opmeer
Wapen van Scharwoude
Wapen van Schellinkhout
Wapen van Sijbekarspel
Wapen van Stede Broec
Het oude wapen van Venhuizen
Wapen van Venhuizen
Wapen van Westwoud
Wapen van Wognum
Wapen van het waterschap De Vier Noorder Koggen